# Vasil Kušej
Vasil Kušej (ur. 24 maja 2000 w Uściu nad Łabą) – czeski piłkarz, grający na pozycji napastnika.

## Kariera klubowa
Wychowanek FK Ústí nad Labem, którego zawodnikiem został w 2007 roku. W latach 2012–2014 był zawodnikiem FK Teplice, po czym wrócił do macierzystego klubu. We wrześniu 2015 trafił do Niemiec, gdzie podpisał kontrakt z Dynamem Drezno. We wrześniu 2017 podpisał pięcioletni profesjonalny kontrakt z tym klubem. We wrześniu 2019 został wypożyczony na sezon do Wacker Innsbruck. W sierpniu 2020 został wypożyczony do FK Ústí nad Labem, a w czerwcu 2021 rozwiązał kontrakt z niemieckim klubem i został zawodnikiem 1. SK Prostějov. W styczniu 2023 podpisał dwuipółletni kontrakt z FK Mladá Boleslav. Zadebiutował w tym klubie 29 stycznia w zremisowanym 0:0 meczu z FC Zbrojovka Brno, a pierwszego gola strzelił 18 lutego w wygranym 1:0 meczu z FC Hradec Králové.

## Kariera reprezentacyjna
Młodzieżowy reprezentant Czech w kadrach od U-16 do U-21. W seniorskiej reprezentacji zadebiutował 20 listopada 2023 w wygranym 3:0 meczu eliminacji do Euro 2024 z Mołdawią.